# Nördliche Astarte
Die Nördliche Astarte (Astarte borealis) ist eine Muschel-Art aus der Familie der Astarten (Astartidae).

## Merkmale
Die gleichklappigen, etwas abgeflachten Gehäuse sind im Umriss rundlich bis breit-elliptisch mit einem maximalen Durchmesser von 4,5 Zentimetern. Der Dorsalwinkel beträgt nur wenig mehr als 90°. Der vordere Dorsalrand ist schwach konkav gebogen, die hintere Dorsalrand leicht konvex gebogen. Der vordere Rand ist gut gerundet, der hintere Rand etwas abgestutzt. Der Ventralrand ist weit gerundet. Der Wirbel befindet sich etwas vor der Mitte und ist flach. Er ist häufig korrodiert. Das Ligament liegt extern und erhaben. Lunula und Area sind gut entwickelt und vergleichsweise schmal. Der innere Gehäuserand ist glatt.
Das Schloss der rechten Klappe besitzt zwei Kardinalzähne, von denen der vordere Zahn breit ist, der hintere Zahn dagegen schmal ist. Über dem hinteren Schließmuskel befinden sich eine seitliche und deutliche Grube und ein Flansch, über dem vorderen Schließmuskel ein seitlicher Rücken. Die linke Klappe hat drei Kardinalzähne, von denen der hintere Zahn klein und undeutlich ist. Über dem hinteren Schließmuskel befindet sich ein seitlicher Flansch, über dem vorderen Schließmuskel eine seitliche Grube.
Die Oberseite ist mit groben konzentrischen Anwachslinien versehen, besonders zum Wirbel zu können sich die Anwachsstreifen rippenartig verstärken. Das dicke Periostracum ist bei juvenilen Exemplaren hellbraun, bei erwachsenen Individuen dunkelbraun bis fast schwarz. Die Schale selber ist weißlich und festschalig.
Es sind zwei, annähernd gleich große, eiförmige und große Schließmuskeln vorhanden. Die Mantellinie ist nicht eingebuchtet.
Rundlichen Form:

Rechte Klappe
Linke Klappe

Längliche Form:

Rechte Klappe
Linke Klappe

## Geographische Verbreitung und Lebensraum
Das Verbreitungsgebiet der Art erstreckt sich von der Arktis bis in die Nordsee und westliche Ostsee (Mecklenburgische Küste), im westlichen Nordatlantik bis Nova Scotia und Massachusetts. Sie kommt vom Flachwasser (etwa 7 m in der Ostsee) bis zu 3.000 Meter Wassertiefe im Nordatlantik vor. Das Vorkommen in der Ostsee ist der südlichste Nachweis der Art im Atlantik. Im nördlichen Pazifik reicht das Verbreitungsgebiet bis nach Nordjapan.
Astarte borealis lebt eingegraben auf Schlamm- und Feinsandböden dicht unter der Sedimentoberfläche, da ihre Siphonen recht kurz sind. Sie hat kein pelagisches Larvenstadium. Die Wassertemperaturen dürfen 16° nicht übersteigen.

## Taxonomie
Das Taxon wurde 1817 von Christian Friedrich Schumacher als Tridonta borealis erstmals wissenschaftlich beschrieben. Es ist die Typusart der Gattung Tridonta Schumacher, 1817, ein jüngeres Synonym von Astarte J. de C. Sowerby, 1816. Die MolluscaBase fasst Astarte bornholmi Høpner Petersen, 2001 und Astarte silki Høpner Petersen, 2001 als Synonyme der Nördlichen Astarte (Astarte borealis) auf.

## Belege

### Online
- Marine Bivalve Shells of the British Isles: Astarte borealis (Schumacher, 1817) (Website des National Museum Wales, Department of Natural Sciences, Cardiff)